# Lulu Antariksa
Lauren Elizabeth-Marie "Lulu" Antariksa, née le 22 août 1995 à Santa Clarita (Californie), est une actrice et chanteuse américaine.
Elle est connue pour jouer le rôle de Rowan Fricks dans la web-série, T@gged (2016 - 2018), ainsi que le rôle de Penelope Park dans la série fantastique, Legacies (2018 - 2019).

## Biographie
Originaire de la Californie, Lulu est née d'un père indonésien et d'une mère allemande,. Elle a trois frères aînés. Elle s'est réellement intéressée au métier d'actrice lorsqu'elle était au lycée, mais avant cela, elle avait fait de nombreuses apparitions dans des séries telles que Zoé, Monk, According to Jim, ou encore Urgences.
En 2016, à 21 ans, elle obtient son premier grand rôle dans la web-série, T@gged, puis en 2018, elle obtient un rôle récurrent dans la série fantastique/dramatique américaine, Legacies - qui est le deuxième spin-off de la célèbre série Vampire Diaries. 
Cette même année, elle a également joué le premier rôle dans le thriller, What Still Remains. 
Outre sa carrière d'actrice, Lulu est également chanteuse et musicienne. En 2012, à 17 ans, elle a chanté à deux reprises pour la chaîne YouTube du musicien/chanteur, Kurt Hugo Schneider, et elle a également fait la cover de la chanson It's Time des Imagine Dragons en 2013. Elle sait jouer de la guitare, du piano, de la basse, du ukulélé, et du saxophone.
En mars 2019, Lulu quitte la série Legacies, mais déclare qu'elle n'est pas contre l'idée de reprendre son rôle dans un futur proche ou lointain.

## Filmographie
| Année(s)    | Série/Film                  | Rôle                     | Notes                                  |
| ----------- | --------------------------- | ------------------------ | -------------------------------------- |
| 2002        | American Family             | Lina                     | 1 épisode                              |
| 2003        | According to Jim            | Madeline                 | Saison 2, épisode 16                   |
| 2004        | Urgences                    | Anna                     | Saison 10, épisode 11                  |
| 2005        | Head Cases                  | Erica                    | 1 épisode                              |
| 2006        | Monk                        | Une enfant qui chuchote  | Saison 5, épisode 2                    |
| 2008        | Zoé                         | Une collégienne          | Saison 4, épisode 5                    |
| 2008        | Gemini Division             | Anna, plus jeune         | 1 épisode                              |
| 2012        | How to Rock                 | Stevie Baskara           | Rôle principal                         |
| 2012        | Figure It Out               | Elle-même                | Émission de télévision 7 épisodes      |
| 2013        | Jessie                      | Victoria "Vic" Montesano | Saison 2, épisode 25                   |
| 2013-2015   | Side Effects                | Lexi Connolly            | Rôle principal Web-série               |
| 2014        | Tatami Academy              | Grey Cole                | Saison 3, épisode 21                   |
| 2016        | Crazy Ex-Girlfriend         | Kayla                    | Saison 1, épisode 10                   |
| 2016 - 2018 | T@gged                      | Rowan Fricks             | Rôle principal Web-série (35 épisodes) |
| 2018        | What Still Remains          | Anna                     | Film                                   |
| 2018—2019   | Legacies                    | Penelope Park            | Rôle récurrent (saison 1 ; 7 épisodes) |
| 2023        | Grey's anatomy : Station 19 | Stella                   | Saison 6, épisode 12                   |